# Set the Twilight Reeling
Set the Twilight Reeling ist das siebzehnte Solo-Studioalbum des amerikanischen Rockmusikers Lou Reed, das im Februar 1996 von Warner Bros. Records veröffentlicht wurde. Alleiniger Produzent war Reed.

## Produktion
Nach der Veröffentlichung des Vorgängeralbums Magic and Loss lernte Reed die US-amerikanische Performance-Künstlerin Laurie Anderson kennen; es folgte die Scheidung von seiner Ehefrau Sylvia. Zu dieser Zeit beschäftigte sich Reed erneut mit den technischen Möglichkeiten, einen möglichst realitätsnahen Klang aufzunehmen. Bereits bei den Aufnahmen zu Street Hassle nutzte er dazu eine experimentelle Mikrofonaufnahmetechnik – die binaurale Aufnahme. Nach etwa zwei Jahren mit Experimenten in seinem Heimstudio war er soweit. Beispielsweise mischte er mit 20-Bit-Wandlern, während der Industriestandard nur bei 16 Bit lag, und nutzte Equipment, das noch nicht einmal gebaut war, als Magic And Loss produziert wurde. Von der Verstärker-Gitarren-Kombination, die auf Hang On to Your Emotions zu hören ist, auf die Reed zufällig stieß, wurden nur 364 Stück hergestellt, und 1964 wurde die Produktion eingestellt.
Die Band für die Aufnahmen zu Set the Twilight Reeling bestand neben Reed an der Gitarre und als Sänger wesentlich lediglich aus Fernando Saunders am Bass und Tony „Thunder“ Smith am Schlagzeug – eine Gitarre weniger als in Reeds Statement „You can’t beat 2 guitars, bass, drum“ von seinem Album New York.
Reed hatte Smith unerwartet angerufen und ihn gebeten, sofort nach New York City zu kommen, um seine Erfahrung am elektronischen Schlagzeug für die Aufnahmen zur Verfügung zu stellen – der bislang engagierte Drummer kannte sich nicht mit E-Drums aus. Als Smith ins Studio kam, ließ Reed ihn lediglich zwei Minuten zu einer Platte spielen und teilte ihm dann mit, dass das die Art von Schlagzeugspiel sei, die er mögen würde. Beide arbeiteten auch in der Folgezeit zusammen.
Im Studio in Reeds Haus sollten die Grundspuren live aufgenommen werden, das Schlagzeug über MIDI. Die Overdubs, der Gesang und die Becken sollten in einem anderen Studio aufgenommen werden. Die Herausforderung bestand aus Sicht von Smith darin, das Roland TD-7 Schlagzeug dazu zu bringen, wie ein modernes akustisches Live-Kit zu klingen, dem es nicht am Klang und Gefühl eines wirklichen Schlagzeugs fehlt, was sie auch geschafft hätten.
Reed widmete Set the Twilight Reeling seiner späteren Ehefrau Laurie Anderson.

## Songs
Auf Set the Twilight Reeling beschäftigt sich Reed mit Beziehungen und versucht herauszufinden, ob er sich langfristig binden will (Trade In), ob er als Einzelkämpfer besser dran ist (NYC Man), ob er verliebt ist (The Proposition) oder ob er nur herumalbern will (HookyWooky). Sex With Your Parents (Motherfucker), Pt. II ist ein amüsanter Angriff auf konservative Politiker.
Finish Line ist eine Hommage an den im Vorjahr verstorbenen Gitarristen von The Velvet Underground, Sterling Morrison.
Egg Cream wurde ursprünglich für den Film Blue In The Face von Paul Auster geschrieben, in dem Reed auch auftrat.

## Titelliste
Alle Titel wurden von Lou Reed geschrieben.
Erste Seite
1. Egg Cream 5:18
2. NYC Man 4:56
3. Finish Line 3:23
4. Trade In 4:57
5. Hang On to Your Emotions 3:46
6. Sex with Your Parents (Motherfucker) Part II 3:37

Zweite Seite
1. HookyWooky 4:19
2. The Proposition 3:26
3. Adventurer 4:17
4. Riptide 7:46
5. Set the Twilight Reeling 5:04

## Rezeption

### Rezensionen
Das Album erhielt mehrheitlich gute Bewertungen von Musikkritikern.
Mark Deming von AllMusic meinte, dass Set the Twilight Reeling größtenteils wie ein Standard-Album von Lou Reed aus den 1990er Jahren klingen würde – intelligent, gut gemacht, mit viel Gitarre, aber auch nichts furchtbar Besonderes sei.
David Fricke schrieb im Rolling Stone, dass nur Reed einen Song über Selters und Sirup im Wert von 50 Cent mit dröhnender Gitarre und fast kitschigem Gesangseifer („You scream, I steam, we all want egg cream!“) an den Anfang einer Platte über emotionale Erneuerung und persönliche Entdeckung stellen könne; das Album aber auf seine Art ein starker, überzeugender Reed sei: stachelig, bekennend, giftig komisch, unverschämt romantisch, und es einem auf beeindruckende Art und Weise unter die Haut gehen würde.
Robert Christgau meinte, es sei Reeds bestes Album seit über einem Jahrzehnt; ein Hoch auf Laurie Anderson, die ihn entweder von seinen verschiedenen höheren Berufungen ablenken würde oder ihn dazu anhalten würde, er selbst zu sein.
Le Baron schrieb für Nightfall, es sei nicht das beste Album von Reed, wie üblich, aber es sei immer noch gut; auch wenn seine Reife ein wenig überheblich sei, habe Reed noch einiges zu sagen, zu schreiben und zu singen.
Dave Thompson meinte in Goldmine, dass ein frischer Hauch von Inspiration durch das Album wehen würde; wenn New York und Berlin Filme für das Ohr seien, kehrt Twilight das um und sei ein Album für die Augen, typisch Reed, aber bis jetzt ungelesen.

### Charts und Chartplatzierungen
| ChartsChartplatzierungen       | Höchstplatzierung | Wochen |
| ------------------------------ | ----------------- | ------ |
| Vereinigtes Königreich (OCC)   | 26 (3 Wo.)        | 3      |
| Vereinigte Staaten (Billboard) | 110 (3 Wo.)       | 3      |